# Interferón alfa-2b
El interferón alfa-2b es un medicamento antiviral o antineoplásico. Es una forma recombinante de la proteína Interferón alfa-2 que originalmente fue secuenciada y producida en 1980 en el laboratorio del biólogo molecular Charles Weissman, en la Universidad de Zúrich. El fármaco fue desarrollado por la compañía Biogen y comercializado por Schering-Plough bajo el nombre de Intron-A.
En 1986 se comenzó la producción del interferón alfa-2b humano recombinante en el Centro de Ingeniería Genética y Biotecnología de Cuba  con el nombre de Heberon Alfa R, utilizado inicialmente contra infecciones virales provocadas por el VIH, la papilomatosis respiratoria recurrente causada por el virus papiloma humano, el condiloma acuminado, y las hepatitis tipos B y C. 
En marzo de 2020 la Organización Mundial de la Salud anunció la inclusión del interferón alfa-2b patentado por Cuba, junto con otros medicamentos en un gran ensayo global llamado "SOLIDARIDAD" que intenta descubrir si alguno de ellos por sí solos, o combinados, puede tratar la enfermedad COVID-19.

## Historia
En 1957 Alick Isaacs, Jean Lindenmann y Robin Valentine publicaron dos trabajos refiriéndose al interferón. En el estudio que había conducido a su descubrimiento se había notado que la infección por virus inactivados volvía resistentes a las bacterias frente a reinfecciones víricas. Este proceso era similar a la vacunación, con la diferencia de que las bacterias se volvían resistentes a cualquier tipo de infección vírica, ya que las células involucradas segregaban una sustancia que interfería con la infección, por lo que el descubrimiento fue bautizado como interferón. 
En la década de los 70 las investigaciones se centraron en obtener mayores cantidades de interferón para realizar investigaciones clínicas y se hicieron positivos avances en el combate de enfermedades virales y algunos tipos de cáncer.
En 1980 el investigador Charles Weissman, antiguo colaborador del Doctor Kari Cantell, obtiene por primera vez el interferón alfa 2b humano recombinante a partir de la modificación del genoma de bacterias. Hasta ese momento el método más utilizado a nivel mundial para obtener el interferón era el desarrollado por Kantell en el Laboratorio Central de Sanidad Pública de Helsinki, Finlandia, que utilizaba como materia prima los leucocitos de la sangre de donantes sanos. En 1981 el interferón alfa entra en la etapa de ensayos clínicos y en 1986, la firma Schering Plough comienza a comercializarlo con el nombre de Intron-A, utilizado en el tratamiento de la tricoleucemia. Tras ser aprobado en 1991 para el tratamiento de la hepatitis C se convirtió rápidamente en un  producto líder, comercializándose en más de 80 países.
| Producto        | Fabricante      | Características                              | Usos especiales                     |
| --------------- | --------------- | -------------------------------------------- | ----------------------------------- |
| Pegasys         | Roche           | Interferón pegilado o peginterferón          |                                     |
| Pegintrom       | Schering-Plough | Interferón pegilado o peginterferón          |                                     |
| Infagel         | Vector-Medica   | ungüento                                     |                                     |
| Altevir         | Bioprocess      | Líquido, libre de HSA                        |                                     |
| Viferón         | Feron           | En supositorio o ungüento con vitaminas C, E | antiviral, antibiótico, clamidiasis |
| Grippferon      | Firn-M          | Gotas nasales                                |                                     |
| Grippferon      | Firn-M          | Ungüento con aciclovir y lidocaína           | Herpes                              |
| Opthalamorferon | Firn-M          | Con difenhidramina                           | Infecciones oculares                |

### Heberon Alfa R
En 1980 Fidel Castro sostuvo en La Habana una entrevista con varios profesionales de la medicina, entre los que se encontraba el oncólogo norteamericano Randolph Lee Clark. En el encuentro, auspiciado por el congresista Mickey Leland, Fidel indagó sobre el medicamento más avanzado en el tratamiento del cáncer y Clark le habló del interferón. Un año más tarde dos médicos cubanos visitan Texas para conocer los usos del medicamento, y poco tiempo después seis científicos cubanos viajan a Helsinki y durante varias semanas se capacitan con el doctor Cantell sobre la obtención del fármaco.
En sus memorias Cantell narra que temía que los cubanos hubieran ido a robarle interferón, por lo que todos los congeladores con el producto fueron cerrados con llave. Así mismo tenía dudas sobre el propósito de los investigadores cubanos, llegando a sospechar incluso que Fidel, o alguna persona cercana a él estuvieran enfermos de cáncer.
En 1982 se inaugura en Cuba el Centro de Investigaciones Biológicas y cuatro años más tarde el  Centro de Ingeniería Genética y Biotecnología de Cuba (CIGB)
En la actualidad el Heberon® Alfa R es utilizado ante la presencia:
| - Carcinoma basocelular de piel - Carcinoma renal metastásico - Carcinoma superficial de vejiga. - Cirrosis hepática. - Dengue - Enfermedad de La Peyronie - Esclerosis múltiple | - Esquizofrenia paranoide - Hemangioma de la infancia - Hepatitis viral - Infecciones por papiloma humano - Leucemia a células peludas - Leucemia mieloide crónica - Linfoma no Hodgkin de malignidad baja y media | - Linfomas T cutáneos (micosis fungoide, Síndrome de Sézary y otros) - Melanoma - Mieloma múltiple. - Queloides - Sarcoma de Kaposi asociado al SIDA. - Tumores carcinoides - Virus de la Inmunodeficiencia Humana (VIH) |

El medicamento cubano fue uno de los escogidos por la Comisión de Salud de China para el enfrentamiento al COVID-19. La OMS en su iniciativa Solidaridad, seleccionó el interferón cubano junto con otros tres medicamentos en un estudio para intentar frenar la pandemia provocada por el nuevo coronavirus.  El interferón beta se prueba en una mezcla con los antivirales ritonavir y lopinavir, aunque se especula que si esta mezcla se administra en una etapa tardía de la enfermedad podría empeorar la condición de los pacientes.